# El Palauet de la Muralla

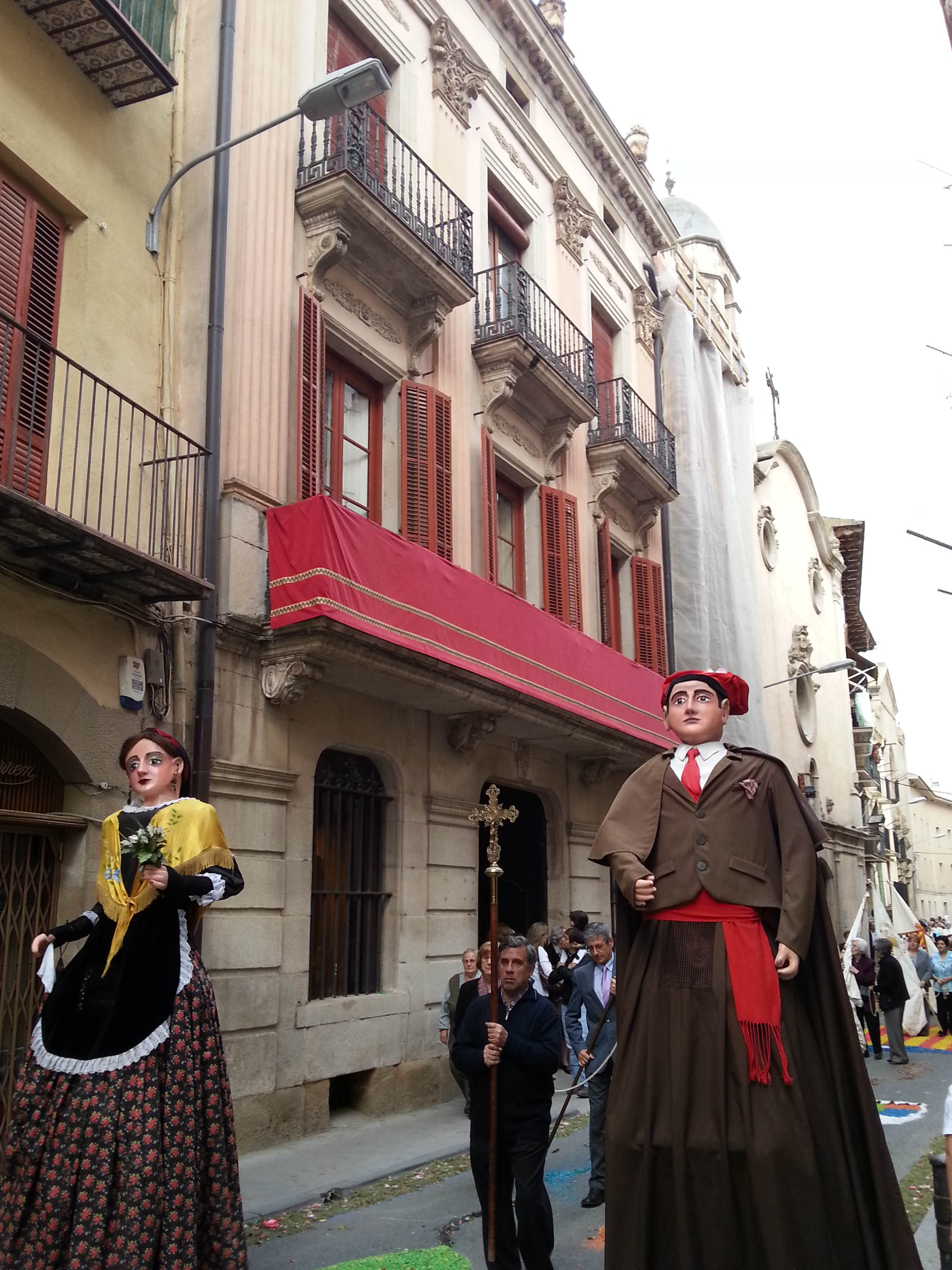
Façade du manoir

Le Palauet de la Muralla (Maison Tarragona) connu jusqu'au 1965 comme Maison Rúbies, nom de la famille qu'ils avaient toujours été propriétaires de la maison, c'est un manoir au centre historique de Balaguer (Noguera) protégée comme bien culturelle d'intérêt local. Est située près la Place Mercadal. Sa façade principale donne à la rue du Miracle, où la finca attenante la sépare de l'Église de la Mare de Déu du Miracle, qu'en temps passés a été synagogue. La part arrière se débouche sur à la rivière Segre depuis l'ancienne muraille de la ville, avec un chemin qui circule parmi les maisons voisines au-dessus du muraille.

## Description

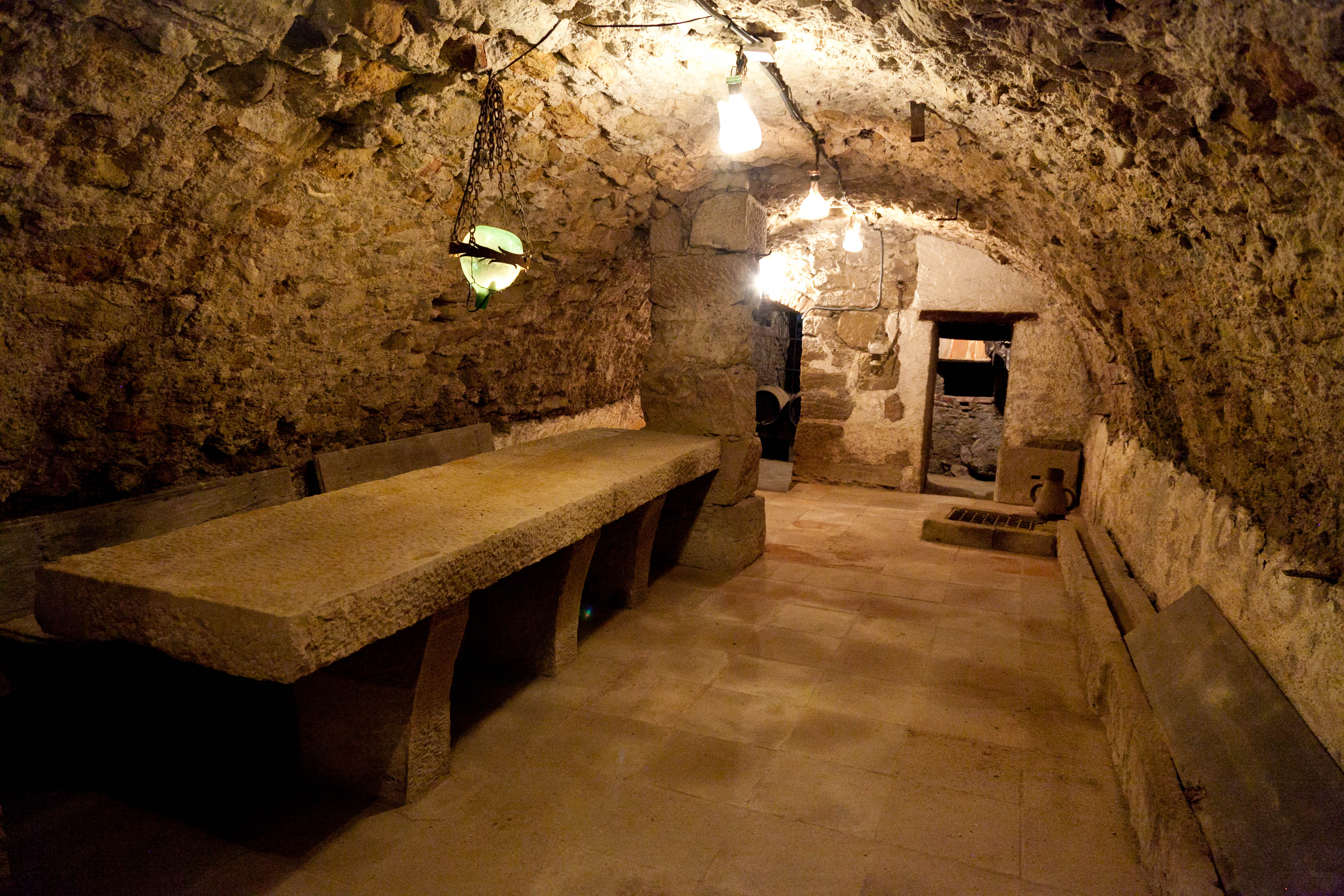
Celler à la part juive de la maison.

## Histoire

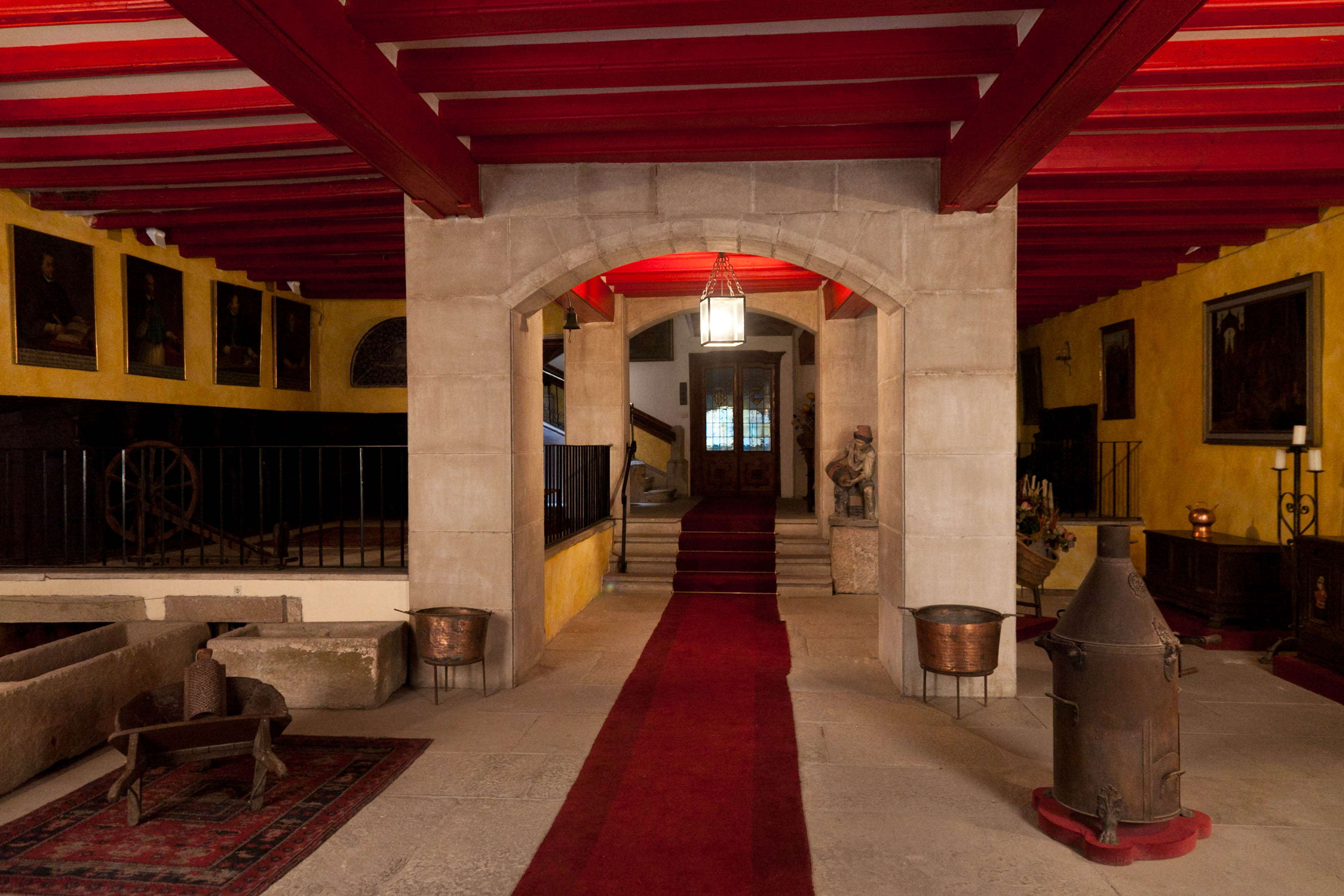
Accès principal.

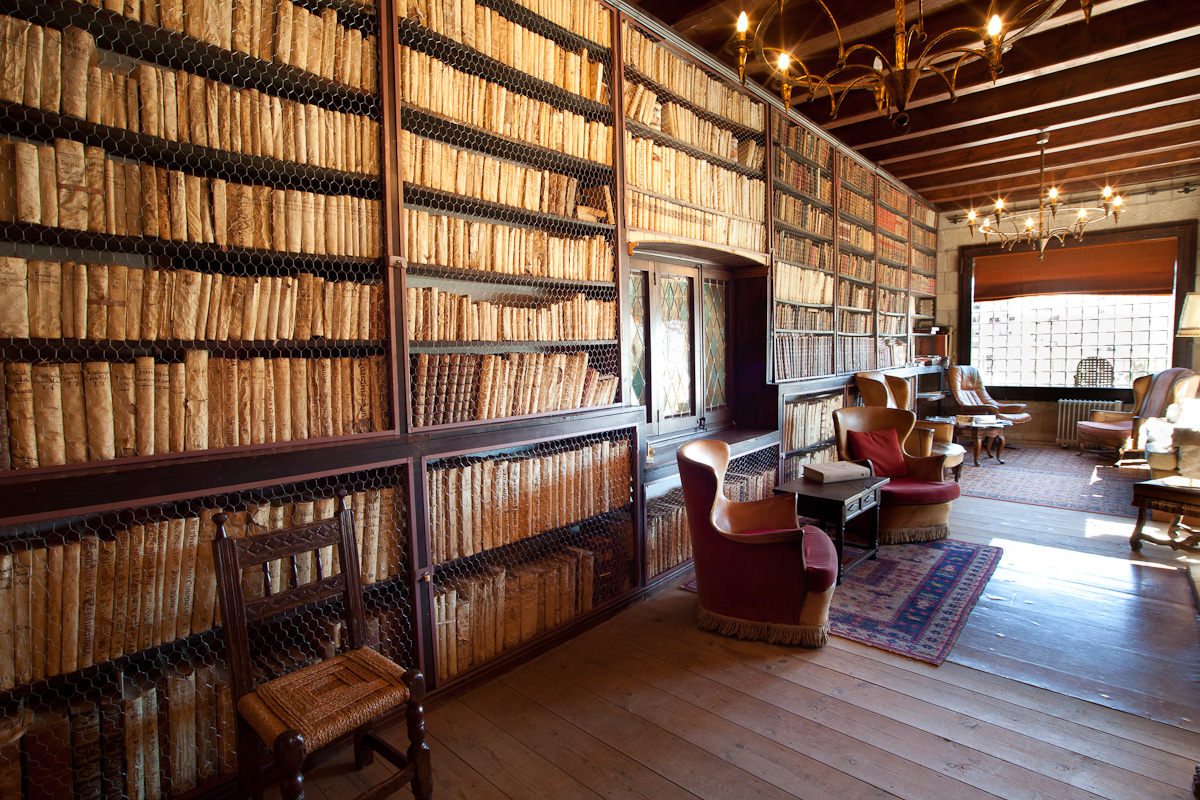
Bibliothèque du Palauet